# Сборная Хорватии по мини-футболу
Национальная сборная Хорватии по мини-футболу представляет Хорватию на международных соревнованиях по мини-футболу. Сумела квалифицироваться лишь на один чемпионат мира, прошедший в 2000 году в Гватемале, однако там показала хороший результат, дойдя до второго раунда. Лучший результат на чемпионатах Европы четвёртое место в 2012 году.

## Турнирные достижения

### Чемпионат мира по мини-футболу
- 1989 — 1996 — не квалифицировалась
- 2000 — 2-й раунд
- 2004 — 2021 — не квалифицировалась
- 2024 — 1/8 финала

### Чемпионат Европы по мини-футболу
- 1996 — не квалифицировалась
- 1999 — 1-й раунд
- 2001 — 1-й раунд
- 2003 — 2010 — не квалифицировалась
- 2012 — 4-е место
- 2014 — 1/4 финала
- 2016 — 1-й раунд
- 2018 — не квалифицировалась
- 2022 — 1-й раунд